# Agence nationale de protection de l'environnement
L'Agence nationale de protection de l'environnement ou ANPE est un établissement public tunisien à caractère non administratif, placé sous la tutelle du ministère de l'Environnement. Il est créé par la loi no 88-91 du 2 août 1988.

## Mission
Créée avant même la création du ministère de l'Environnement en Tunisie, l'ANPE a pour mission de tracer les lignes directrices de la politique nationale en matière de lutte contre la pollution et de protection de l'environnement, et à son exécution à travers des actions spécifiques et sectorielles ainsi que des actions globales dans le cadre du plan national de développement.
L'agence a également pour mission la lutte contre toutes les sources de pollution et de nuisance et contre toutes les formes de dégradation de l'environnement. Elle est amenée dans ce cadre à proposer aux autorités les mesures nécessaires pour l'atteinte de cet objectif.

## Organisation
L'ANPE est administrée par un conseil d'établissement composé de douze membres appartenant à divers ministères et présidé par un directeur général, nommé par décret sur proposition du ministère de l'Environnement.
Elle est composée de trois départements :
- Département des services communs ;
- Département de l'évaluation environnementale et de la dépollution ;
- Département contrôle et suivi de la pollution.

## Projets
Parmi les projets de l'agence figure le lancement en 2004 d'un réseau de surveillance de la qualité des eaux de surface et des eaux souterraines (oueds, zones humides, barrages, sebkhas, nappes souterraines, etc.).
En 2018, une nouvelle plateforme de la qualité de l'air baptisée TunAIR a vu le jour. Cette plateforme permet aux citoyens d'avoir quotidiennement une idée sur l'état général de la qualité de l'air dans les différentes régions du pays. Le budget octroyé pour le réalisation de cette plateforme est de l'ordre de 445 000 euros (environ 1,5 million de dinars).